# Zbilidy
Zbilidy (deutsch Rotneustift, auch Rothneustift) ist eine Gemeinde in Tschechien. Sie liegt zwölf Kilometer südlich von Humpolec und gehört zum Okres Jihlava.

## Geographie
Zbilidy befindet sich in der Böhmisch-Mährischen Höhe in der Quellmulde mehrerer kleinerer Bäche, die sich südöstlich des Dorfes im Teich Maršovský rybník mit dem Maršovský potok vereinen. Nördlich erhebt sich der Čihadlo (664 m), im Süden der Hrachovec (686 m), südwestlich der Boroví vrch (Borowiberg, 696 m) sowie im Nordwesten der Novákovsko (610 m).
Nachbarorte sind Ústí und Branišov im Norden, Šimanov im Nordosten, Hlávkov im Osten, Jiřín und Ježená im Südosten, Dušejov im Süden, Jankov, Opatov und Vyskytná im Südwesten sowie Dudín und Buková im Nordwesten.

## Geschichte
Die erste schriftliche Erwähnung des zu den Gütern des Klosters Seelau gehörigen Dorfes erfolgte im Jahre 1341. 1390 wurde ein Teich zwischen Zbylyd und Gezena genannt, bei dem es sich um den Maršovský rybník handeln dürfte. 1458 überließ Georg von Podiebrad die seit den Hussitenkriegen verwaisten Seelauer Klostergüter den Herren Trčka von Lípa. 1601 verkauften die Trčka die Herrschaft Jenikau mit dem Städtchen Windig Jenikau und 22 Dörfern, darunter Neustift, an den aus einem geadelten Iglauer Patriziergeschlecht stammenden Matthias Stubegg Ritter von Königstein (Matyáš Štubík z Königštejna). Die Stubegg verkauften die Herrschaft 1619 an Magdalena Trčka von Lobkowicz. Während des Dreißigjährigen Krieges verarmte die Gegend und nachfolgend wechselten sich fremde Adelige in rascher Folge als Besitzer ab und setzten die Rekatholisierung der Bevölkerung durch.
Nach der Aufhebung der Patrimonialherrschaften bildete Zbilidi / Rothneustift mit dem Ortsteil Točíkův Mlýn ab 1850 eine Gemeinde im Bezirk Deutschbrod. Zu Beginn des 20. Jahrhunderts wurde Zbilidy dem Bezirk Humpolec zugeordnet. Seit 1961 gehört die Gemeinde zum Okres Jihlava.

## Ortsgliederung
Für die Gemeinde Zbilidy sind keine Ortsteile ausgewiesen. Zu Zbilidy gehören die Ansiedlungen Maršov und U Šeredů.

## Sehenswürdigkeiten

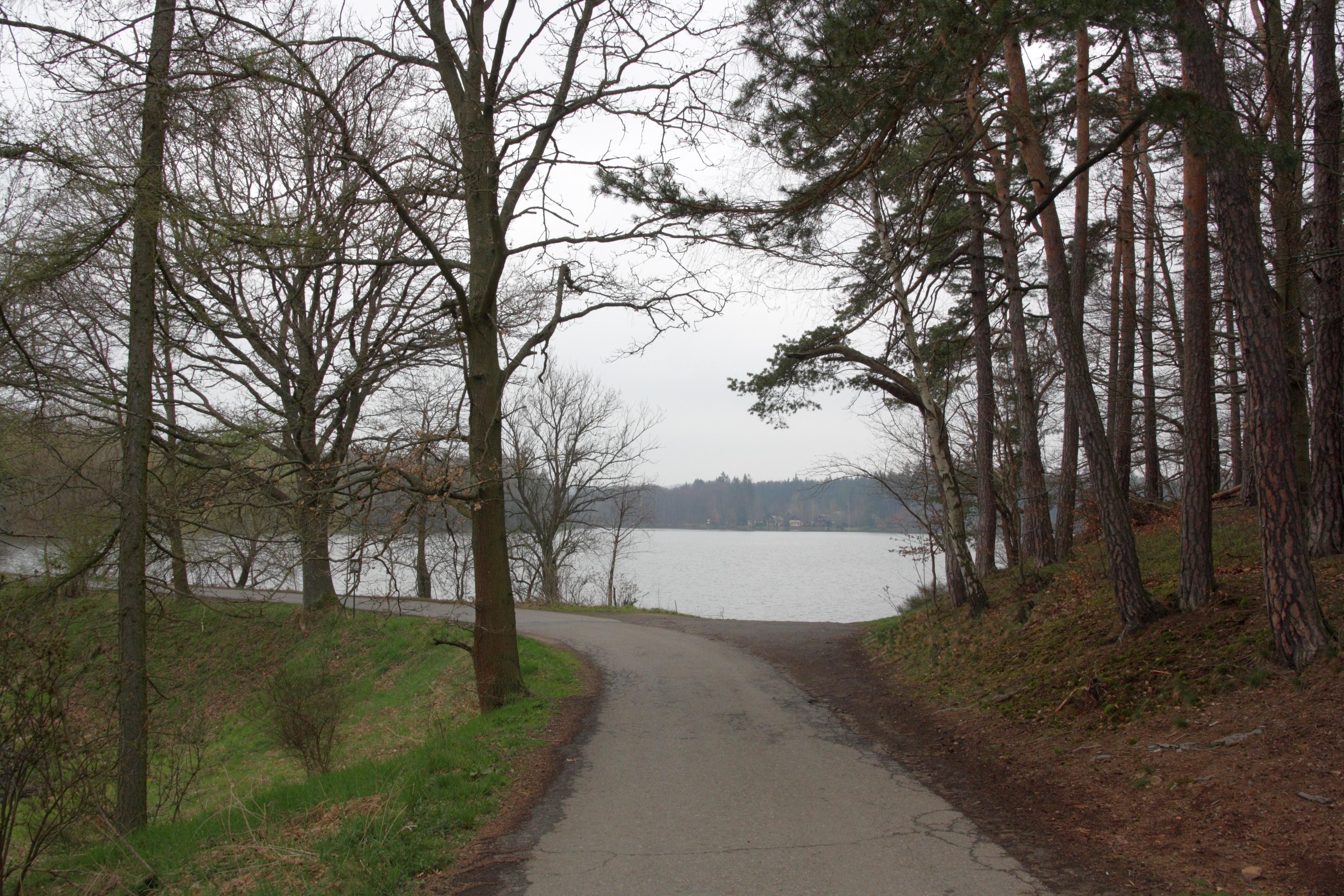
Zbilidy – Maršovský rybník

- Teich Maršovský rybník
- Sägemühle Maršov
- Schmiede